# مارک رایدر
مارک رایدر (انگلیسی: Mark Ryder؛ زادهٔ ۷ دسامبر ۱۹۸۹) یک هنرپیشه اهل بریتانیا است.
از فیلم‌ها یا برنامه‌های تلویزیونی که وی در آن نقش داشته است می‌توان به پنج دقیقه از بهشت و بحث و جدل اشاره کرد.